# Gustavo López Bustamante
Gustavo López (n. 25 de enero de 1990) es un futbolista colombiano. Juega de defensa.

## Clubes
| Club         | País     | Año         |
| ------------ | -------- | ----------- |
| Boyacá Chicó | Colombia | 2008 - 2009 |
| Patriotas    | Colombia | 2011 - 2012 |

### Campeonatos nacionales
| Título          | Club         | País     | Año  |
| --------------- | ------------ | -------- | ---- |
| Torneo Apertura | Boyacá Chicó | Colombia | 2008 |

## Palmarés

### Campeonatos nacionales
| Título          | Club         | País     | Año  |
| --------------- | ------------ | -------- | ---- |
| Torneo Apertura | Boyacá Chicó | Colombia | 2008 |